# São José da Laje
São José da Laje là một đô thị ở bang Alagoas, Brasil. Dân số đô thị này ước tính khoảng 22.188 người (năm 2008).